# 江崎普子
江崎 普子（えさき ひろこ）は1986年（昭和61年）のミス・ユニバース日本代表である。

## 来歴・人物
岐阜県岐阜市出身。岐阜県立岐阜商業高等学校に在学していた1984年（昭和59年）ワコールのイメージガールに選ばれ、1985年（昭和60年）にはレナウンの初代イエイエガールを務めた。1984年には鈴鹿サーキットクイーン、1986年にはプロジェクトエイトの初代「ミス・フリーロード」にも選ばれている。3年生のときミス・ユニバースに応募し、中部地区代表となった。1986年3月27日、大阪市のザ・シンフォニーホールで開かれた日本大会で代表に選出された。4月からは茨木市の梅花女子大学に進学し、前年の古沢初美に続いて二年連続で梅花女子大学から日本代表が誕生することになった。チャームポイントは「目と長い首と肩の線」趣味は料理とオートバイレース観戦で、将来の夢は海外で日本人学校の教師をすることと語った。7月にパナマシティで開かれた世界大会に出場したが、入賞は果たせなかった。
1987年（昭和62年）から世界大会の時期が早まり、日本大会が前年の秋に繰り上げられたため、江崎が日本代表を務めた期間は約半年と異例の短いものとなった。また18歳だった江崎は1966年（昭和41年）に17歳で代表になった池野温美に次いで若い日本代表であり、前任者の古沢初美と同じ大学の三年下の後輩だったが、後任の難波央江は大学は別だが古沢と同い年で江崎の三年上の先輩であった。